# Chính phủ Nhật Bản
Chính phủ Nhật Bản là chế độ quân chủ lập hiến kết hợp với dân chủ đại nghị, nghĩa là quyền hành Thiên hoàng bị hạn chế và chủ yếu quan hệ với nhiệm vụ nghi lễ, như nhiều nước khác chia thành ba nhánh: lập pháp, hành pháp và tư pháp.
Chính phủ hoạt động theo chính cương do Hiến pháp Nhật Bản ban hành năm 1947 ấn định. Nhật là nước đơn nhất gồm 47 đơn vị hành chính. Thiên hoàng làm quốc trưởng, có vai trò nghi lễ và không sở hữu chính quyền; thay vào đó Nội các gồm các Bộ trưởng và Thủ tướng điều khiển chính phủ, là nguồn gốc quyền hành của nhánh hành chính, do Thủ tướng thành lập là thủ não chính phủ. Thủ tướng do Quốc hội chỉ định và được Thiên hoàng bổ nhiệm.
Quốc hội là cơ quan lập pháp lưỡng viện, gồm Tham nghị viện là thượng viện và Chúng nghị viện là hạ viện, nghị viên do nhân dân bầu trực tiếp, là nguồn gốc chủ quyền. Tòa án tối cao cùng các tòa dưới làm thành nhánh tư pháp, độc lập với nhánh hành pháp và lập pháp.

## Lịch sử
Trước sự kiện Minh Trị Duy Tân, Nhật Bản do các tướng quân hay shōguns cai trị liên tiếp, trong thời kỳ này nắm hết quyền hành chính phủ thật và là người chính thức trị quốc nhân danh Thiên hoàng. Tướng quân là các thống đốc quân sự thế tập, tương đương với quân hàm Tổng thống lĩnh hiện đại. Tuy Thiên hoàng là quân vương bổ nhiệm Tướng quân, nhưng chỉ có vai trò nghi lễ và không tham gia quản trị đất nước, thường so với vai trò chính thức hiện đại là bổ nhiệm Thủ tướng.
Minh Trị Duy Tân năm 1868 khiến Tướng quân Tokugawa Yoshinobu từ chức, đồng ý "làm công cụ thi hành" mệnh lệnh Thiên hoàng. Sự kiện khôi phục chế độ quân chủ và sáng lập Đế quốc Đại Nhật Bản. Năm 1889, Hiến pháp Minh Trị ban hành để cường hóa Nhật Bản cho bắt kịp các nước phương tây mà thành lập chế độ đại nghị đầu tiên ở châu Á, quy định chế độ quân chủ chuyên hiến hỗn tạp, có tư pháp độc lập theo mô hình Phổ đương thời.
Giai cấp quý tộc mới tên là Hoa tộc hay kazoku nổi lên, sát nhập với gia cấp quý tộc vương triều xưa của Thời đại Hòa An, giới công gia hay kuge và các đại danh hay daimyōs, đều là các lãnh chúa phong kiến phục tòng Tướng quân. Hiến pháp thành lập Nghị hội đế quốc gồm hai viện, Quý tộc viện có thành viên thuộc Hoàng thất Nhật, giai cấp quý tộc cùng nghị viên do Thiên hoàng bổ nhiệm, thành viên Chúng nghị viện bầu theo lối nam tuyển trực tiếp. Dù quyền hành của Thiên hoàng và nhánh hành chính phân biệt rõ ràng, những điểm tối nghĩa cùng mâu thuẫn trong hiến pháp dẫn tới Chính biến Đại Chính. Ngoài ra khái niệm quân dân khống chế mất giá, cho phép quân đội phát triển và hành sử ảnh hưởng lớn với chính trị.
Sau khi Thế chiến thứ hai kết thúc, Hiến pháp Nhật Bản hiện tại ban hành, thay thế chế độ vương trị trước bằng dân chủ tự do phương Tây.

## Thiên hoàng

Kỳ xí Thiên hoàng

Thiên hoàng (天皇) là người đứng đầu Hoàng thất Nhật và quốc trưởng nghi lễ, theo Hiến pháp "tượng trưng quốc gia và nhân dân đoàn kết." Tuy nhiên, không phải là trưởng hành chính và có chỉ quyền hành quan trọng về mặt nghi lễ mà không có chính quyền thật, như Điều 4 Hiến pháp định rõ.
Điều 6 Hiến pháp giao phó vai trò nghi lễ sau cho Thiên hoàng:
1. Bổ nhiệm Thủ tướng theo Quốc hội chỉ định.
2. Bổ nhiệm Trưởng quan Tòa án tối cao theo Nội các chỉ định

Tuy Nội các là nguồn gốc quyền hành chính và hầu hết do Thủ tướng hành sử trực tiếp, theo Điều 7 Hiến pháp Thiên hoàng được thực hành vài quyền như:
1. Ban hành tu chính án hiến pháp, luật, chính lệnh và hiệp ước.
2. Triệu tập Quốc hội.
3. Giải tán Chúng nghị viện.
4. Tuyên bố bầu cử thành viên Quốc hội
5. Chứng nhận việc bổ nhiệm và cách chức Bộ trưởng, các công chức khác theo luật định và quyền hành toàn diện cùng chứng thư của đại sứ và lãnh sứ.
6. Chứng nhận đại xá, đặc xá, giảm hình, hoãn hình và phục quyền
7. Ban huy chương
8. Chứng nhận văn kiện phê chuẩn và các văn kiện ngoại giao khác theo luật định
9. Tiếp nhận đại sứ, lãnh sứ nước ngoài
10. Thực hiện nhiệm vụ nghi lễ

Thiên hoàng có quyền hành nghi lễ trên danh nghĩa, ví dụ là người duy nhất có quyền bổ nhiệm Thủ tướng, dù Quốc hội có quyền chỉ định. Điểm nầy có thể thấy rõ ràng trong việc giải tán Chúng nghị viện năm 2009: hạ viện dự tính bị giải tán theo lời khuyên Thủ tướng, nhưng tạm thời không được cho cuộc bầu cử tiếp theo vì Thiên hoàng lẫn Hoàng hậu đều đang công du ở Canada.
Như vậy thì vai trò hiện đại của Thiên hoàng thường so với vai trò trong thời kỳ Tướng quân và hầu hết lịch sử Nhật Bản, có quyền hành tượng trưng lớn nhưng ít chính quyền, thường do người Thiên hoàng bổ nhiệm trên danh nghĩa giữ. Tới hiện tại vẫn có truyền thống rằng Thủ tướng nghỉ hưu mà vẫn giữ quyền đáng kể thì gọi là Ám tướng quân (闇将軍).
So với các đương thủ châu Âu, Thiên hoàng không phải là nguồn gốc chủ quyền và chính phủ không hành động nhân danh quân vương mà chỉ thay mặt nước và bổ nhiệm các công chức cao cấp khác nhân danh đất nước, chủ quyền do nhân dân giữ. Theo Điển phạm hoàng thất, Điều 5 Hiến pháp cho phép lập nhiếp quan nhân danh Thiên hoàng nếu không thể thực hiện nhiệm vụ.
Hoàng thất Nhật xem là chế độ quân chủ thế tập trường tồn nhất thế giới, theo Cổ sự ký và Nhật Bản thư kỷ thì Nhật Bản do Thiên hoàng Thần Võ (神武天皇) sáng lập năm 660 BC là Thiên hoàng Nhật Bản đầu tiên và tổ tiên của mọi Thiên hoàng theo sau, theo thần thoại Nhật Bản là hậu duệ trực tiếp của Thiên Chiếu (天照大御神) là nữ thần mặt trời của Thần đạo, có Quỳnh Quỳnh Xử Tôn là ông cố.
Thiên hoàng kim thượng (今上天皇) là Đức Nhân, đăng quang ngày 1 tháng 5 năm 2019 sau khi cha thoái vị. Ông gọi là Thiên hoàng bệ hạ (天皇陛下) và thời kỳ tại vị có thời danh Lệnh Hòa (令和). Văn Nhân là người kế thừa Hoàng vị dự định.

## Hành pháp
Nhánh hành pháp do Thủ tướng lãnh đạo, là thủ não Nội các do Quốc hội là cơ quan lập pháp chỉ định. Nội các gồm các Bộ trưởng mà Thủ tướng có thể bổ nhiệm hay cách chức mọi lúc. Tuy Nội các định rõ ràng làm nguồn gốc quyền hành chính, thật tế thì chủ yếu do Thủ tướng hành sử. Nội các phụ trách việc hành sử quyền hành trước Quốc hội, nếu mất tín nhiệm và sự ủng hộ giữ chức của Quốc hội thì có thể bị giải tán toàn bộ bằng nghị quyết bất tín nhiệm.

### Thủ tướng

Huy hiệu Thủ tướng Nhật Bản

Thủ tướng (内閣総理大臣) do Quốc hội chỉ định, có nhiệm kỳ bốn năm hoặc ít hơn, số nhiệm kỳ không bị giới hạn. Thủ tướng lãnh đạo Nội các, "chỉ huy giám đốc" nhánh hành chính và là thủ não chính phủ cùng tổng tư lệnh Tự vệ đội. Thủ tướng có quyền đệ trình dự luật lên Quốc hội, ký kết luật, tuyên bố tình trạng khẩn cấp và giải tán tùy ý Chúng nghị viện. Ông hay bà chủ trì Nội các và bổ nhiệm hoặc cách chức các Bộ trưởng khác.
Mỗi viện Quốc hội chỉ định Thủ tướng bằng việc bỏ phiếu theo lối hai vòng, theo Hiến pháp nếu hai viện không đồng ý về ứng viên chung thì một ủy ban lưỡng viện có thể thành lập để quyết định vấn đề, cụ thể trong thời gian 10 ngày, không tính ngưng họp. Tuy nhiên, nếu hai viện vẫn bất đồng quan điểm, quyết định của Chúng nghị viện xem như của Quốc hội. Khi được chỉ định, Thủ tướng nhận thư ủy thác và được Thiên hoàng chính thức bổ nhiệm.
Là ứng viên do Quốc hội chỉ định thì phải báo cáo cho Quốc hội khi yêu cầu, Thủ tướng cũng phải là thường dân và thành viên của một trong hai viện.
| Số | Tên (romaji)      | Tên (kanji) | Giới tính | Nhậm chức            | Rời chức             | Nhiệm kỳ | Theo học                               |
| -- | ----------------- | ----------- | --------- | -------------------- | -------------------- | -------- | -------------------------------------- |
| 1  | Koizumi Junichirō | 小泉 純一郎 | Nam       | 26 tháng 4 năm 2001  | 26 tháng 9 năm 2006  | 5 năm    | Đại học Keio Học viện đại học Luân Đôn |
| 2  | Abe Shinzō        | 安倍 晋三   | Nam       | 26 tháng 9 năm 2006  | 26 tháng 9 năm 2007  | 1 năm    | Đại học Seikei                         |
| 3  | Fukuda Yasuo      | 福田 康夫   | Nam       | 26 tháng 9 năm 2007  | 24 tháng 9 năm 2008  | 1 năm    | Đại học Waseda                         |
| 4  | Asō Tarō          | 麻生 太郎   | Nam       | 24 tháng 9 năm 2008  | 16 tháng 9 năm 2009  | 1 năm    | Đại học Học Tập Viện                   |
| 5  | Hatoyama Yukio    | 鳩山 由紀夫 | Nam       | 16 tháng 9 năm 2009  | 2 tháng 6 năm 2010   | 1 năm    | Đại học Tōkyō Đại học Stanford         |
| 6  | Kan Naoto         | 菅 直人     | Nam       | 8 tháng 6 năm 2010   | 2 tháng 9 năm 2011   | 1 năm    | Đại học Công nghệ Tokyo                |
| 7  | Noda Yoshihiko    | 野田 佳彦   | Nam       | 2 tháng 9 năm 2011   | 26 tháng 12 năm 2012 | 1 năm    | Đại học Waseda                         |
| 8  | Abe Shinzō        | 安倍 晋三   | Nam       | 26 tháng 12 năm 2012 | 16 tháng 9 năm 2020  | 7 năm    | Đại học Seikei Đại học Nam California  |
| 9  | Suga Yoshihide    | 菅 義偉     | Nam       | 16 tháng 9 năm 2020  | 4 tháng 10 năm 2021  | 1 năm    | Đại học Hosei                          |
| 10 | Kishida Fumio     | 岸田 文雄   | Nam       | 4 tháng 10 năm 2021  | 1 tháng 10 năm 2024  | 3 năm    | Đại học Waseda                         |
| 11 | Ishiba Shigeru    | 石破 茂     | Nam       | 1 tháng 10 năm 2024  | Đương nhiệm          | -        | Đại học Keio                           |

### Nội các
Xem thêm Nội các Nhật Bản

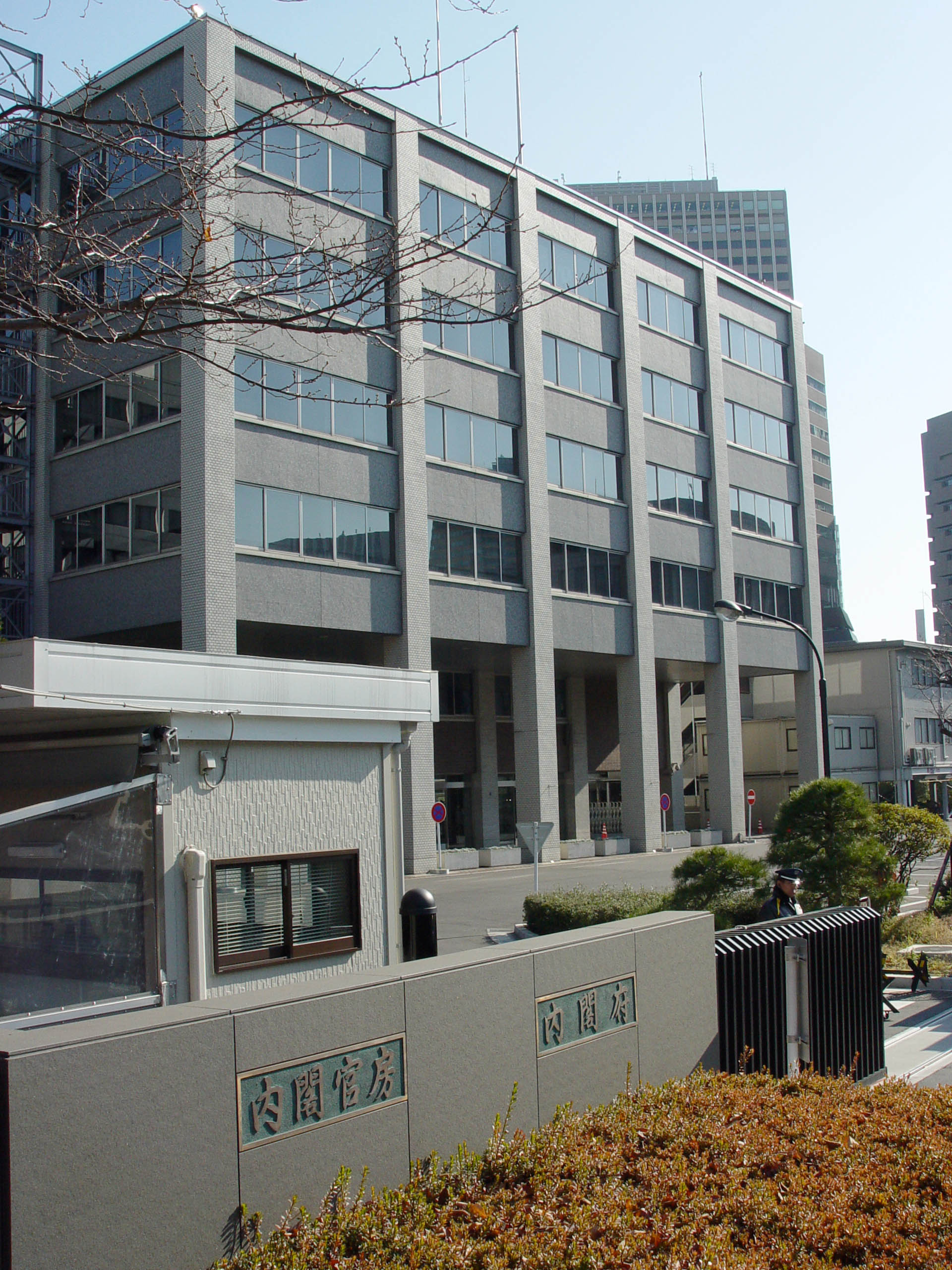
Tòa Phủ Nội các

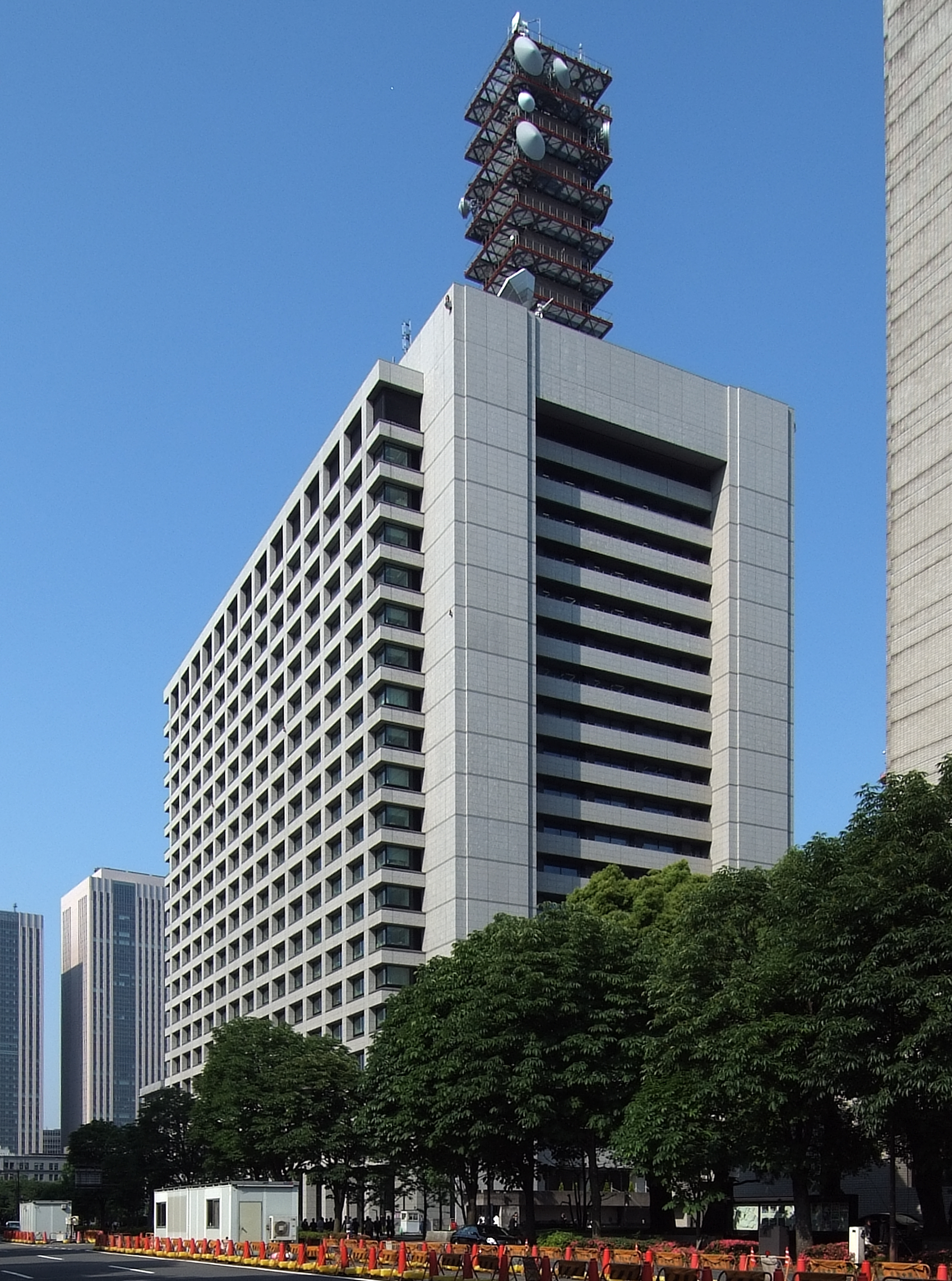
Tòa chính phủ trung ương thứ hai

Nội các (内閣) bao gồm các Bộ trưởng và Thủ tướng, Bộ trưởng do Thủ tướng bổ nhiệm, theo Luật Nội các thì số lượng thành viên, ngoại trừ Thủ tướng, phải bằng hoặc ít hơn 14, nhưng có thể tăng lên 19 nếu có nhu cầu đặc biệt. Điều 68 Hiến pháp quy định rằng mọi thành viên Nội các đều phải là thường dân và đa số phải chọn từ các thành viên mỗi viện Quốc hội. Ngôn ngữ chính xác cho phép Thủ tướng bổ nhiệm thành viên Quốc hội không đắc tuyển. Nội các phải từ chức tập thể trong khi tiếp tục làm nhiệm vụ cho đến khi Thủ tướng mới bổ nhiệm khi có sự kiện sau:
1. Chúng nghị viện thông qua nghị quyết bất tín nhiệm hoặc từ chối nghị quyết tín nhiệm, trừ phi bị giải tán trong mười ngày tiếp theo.
2. Khi chức vị Thủ tướng khuyết hoặc khi Quốc hội triệu tập lần đầu tiên sau cuộc bầu cử Chúng nghị viện.

Lấy tính chính đáng từ Quốc hội là cơ quan phải phụ trách trước, Nội các hành sử quyền hành theo hai cách, nhưng trong thật tế thì hầu hết do Thủ tướng nắm giữ, trong khi các quyền còn lại Thiên hoàng hành sử trên danh nghĩa.
Điều 73 Hiến pháp giao các nhiệm vụ sau cho Nội các, ngoài việc hành chính:
1. Thành thật thi hành pháp luật, tổng lý quốc vụ.
2. Xử lý quan hệ ngoại giao
3. Đế kết hiệp ước, nhưng sẽ xin sự đồng ý trước, hoặc tùy theo tình hình, sự đồng ý sau của Quốc hội.
4. Chưởng lý công chức theo tiêu chuẩn luật định
5. Chuẩn bị ngân sách và nộp Quốc hội
6. Chế định chính lệnh để thi hành điều khoản Hiến pháp và pháp luật, nhưng không thể có hình khoản trừ phi luật cho phép
7. Quyết định đại xá, đặc xá, giảm hình, hoãn hình và phục quyền

Theo Hiến pháp, mọi luật và chính lệnh phải có Bộ trưởng có thẩm quyền ký cùng Thủ tướng phó thự trước khi Thiên hoàng chính thức ban hành. Thành viên Nội các không thể bị khởi tố mà Thủ tướng không cho phép, nhưng quyền khởi tố không bị hạn chế.

### Cơ quan hành chính

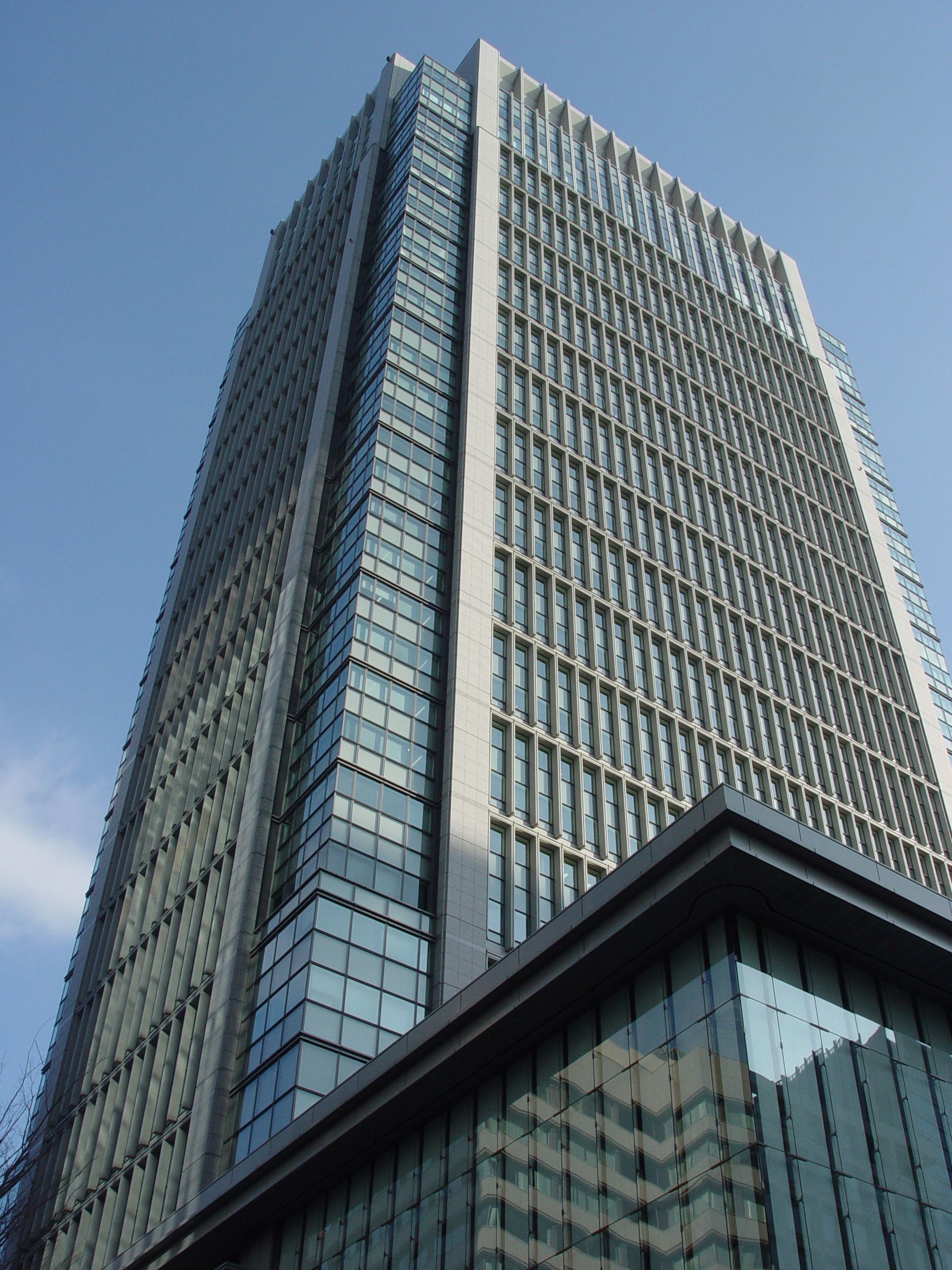
Tòa Sảnh văn hóa

Chính trị theo Hiến pháp Nhật Bản

Cơ quan hành chính (行政機関) bao gồm 11 Bộ cùng Phủ nội các, mỗi bộ Bộ trưởng lãnh đạo, do Thủ tướng bổ nhiệm từ các thành viên Quốc hội, chủ yếu là nhà lập pháp cao cấp. Phủ nội các do Thủ tướng chính thức lãnh đạo, là cơ quan quản lý công việc thường ngày của Nội các. Bộ là phần quan trọng nhất của việc hành sử quyền hành chính; vì ít Bộ trưởng có nhiệm kỳ hơn một năm để nắm giữ cơ quan, hầu hết quyền hành thuộc về giới quan liêu cao cấp.
- Phủ Nội các
  - Ủy ban Công an quốc gia
    - Sảnh Cảnh sát

  - Sảnh Người tiêu phí
  - Sảnh Tài chính
  - Ủy ban Thủ dẫn công chính
  - Ủy ban An toàn thực phẩm
  - Ủy ban Bảo hộ tình báo cá nhân
  - Sảnh Cung nội

※Quản lý Hoàng thất Nhật.
- Sảnh Phục hưng
- Bộ Tổng vụ
  - Ủy ban Phối hợp Tố tụng hoàn cảnh
  - Sảnh Quản lý Hỏa hoạn thảm họa
- Bộ Pháp vụ
  - Ủy ban Kiểm tra công an
  - Ủy ban Điều tra công an
  - Sảnh Kiểm sát
- Bộ Ngoại vụ
- Bộ Tài vụ
  - Sảnh Quốc thuế
- Bộ Khoa học Văn bộ
  - Sảnh Văn hóa

※Thúc đẩy nghệ thuật và văn hóa, quản lý bản quyền và kinh phí của sự kiện văn hóa về âm nhạc, nhạc kịch, nhảy múa, hội họa, triển lãm, làm phim và cải thiện tiếng Nhật.
- Sảnh Thể dục
- Bộ Lao động Hậu sinh
  - Cơ cấu Niên kim
  - Ủy ban Lao động
- Bộ Thủy sản Nông Lâm
  - Sảnh Thủy sản
  - Sảnh Lâm nghiệp
- Bộ Sản nghiệp Kinh tế
  - Sảnh Năng lượng tư nguyên
  - Sảnh Xí nghiệp trung tiểu hình
  - Sảnh Đặc hứa

※Thi hành pháp luật về chuyên lợi, tân hình thật dụng, thiết kế và thương tiêu.
- Bộ Giao thông Quốc thổ (TGQ)
  - Ủy ban An toàn vận tải
  - Sảnh Quan quang
  - Sảnh Khí tượng
  - Sảnh Bảo an hải thượng
- Bộ Hoàn cảnh
  - Ủy ban Quy chế lực nguyên tử
- Bộ Phòng vệ
  - Sảnh Thái cấu, Công nghệ và Hậu cần
  - Tự vệ đội (Lục thượng / Hải thượng / Hàng không)

※ Đến 14 tháng 10 năm 2018
Viện kiểm tra hội kế (会計検査院) là cơ quan chính phủ độc nhất, có nhiệm vụ xem xét chi tiêu chính phủ và nộp báo cáo hằng năm cho Quốc hội. Điều 90 Hiến pháp cùng Luật viện kiểm tra hội kế năm 1947 cho Viện Kiểm kế được độc lập đáng kể với Quốc hội và Nội các.

## Lập pháp

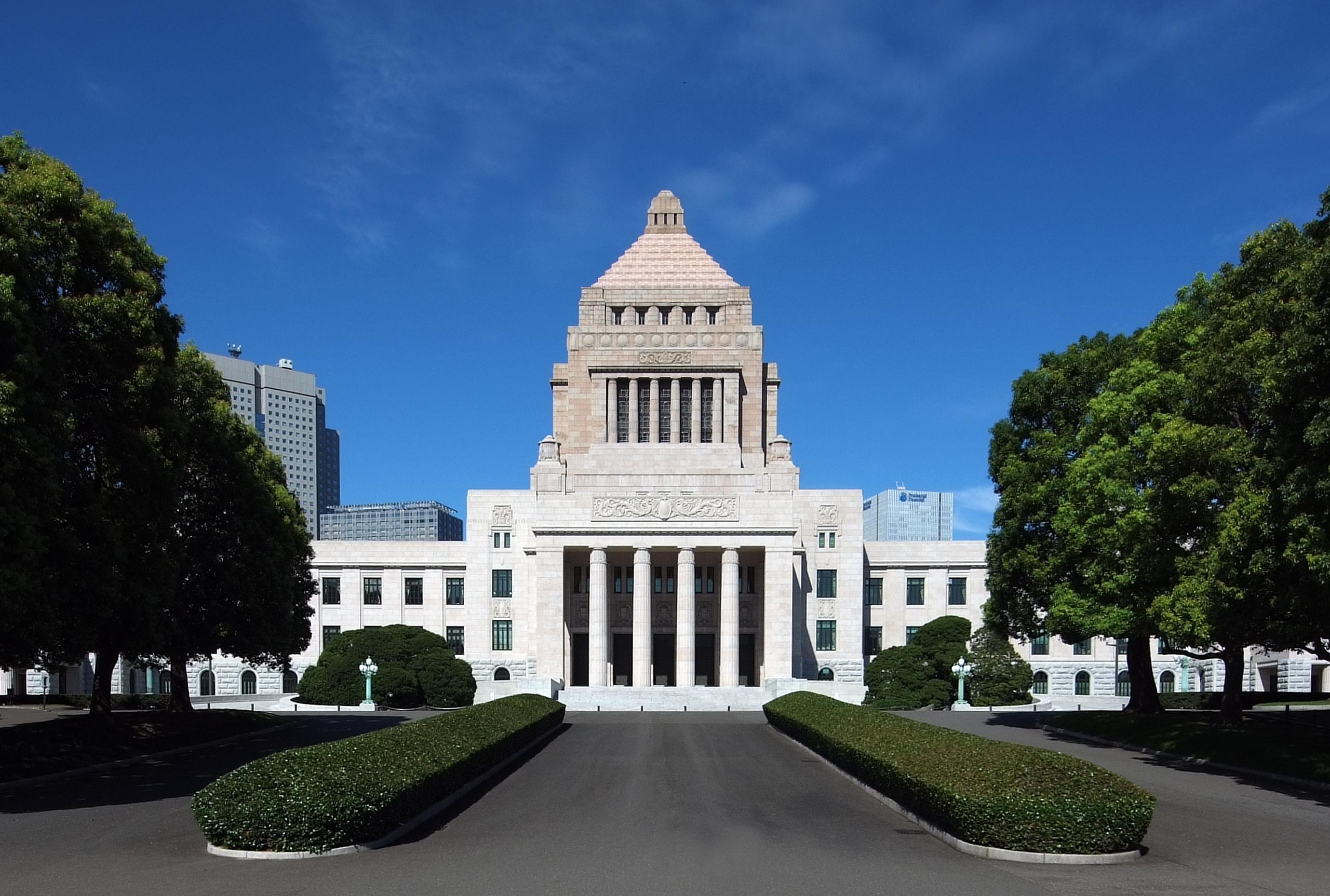
Nghị sự đường Quốc hội, Nagatachō, Chiyoda-ku, Tokyo

Quốc hội (国会) là cơ quan lập pháp lưỡng viện, gồm Chúng nghị viện và Tham nghị viện, Hiến pháp quy định làm "cơ quan quốc quyền tối cao" và "cơ quan lập pháp duy nhất nước", nghị viên đều bầu trực tiếp theo lối song song và có bảo đảm hiến định rằng không có kỳ thị theo tư cách nghị viên, bất kể "nhân chủng, tín điều, giới tính, thân phận xã hội, môn địa, giáo dục, tài sản hay thu nhập." Vì vậy Quốc hội phản ánh chủ quyền nhân dân, là trong trường hợp này quyền tối cao thuộc về nhân dân Nhật Bản.
Nhiệm vụ Quốc hội bao gồm làm luật, phê duyệt ngân sách quốc gia hằng năm, phê chuẩn việc đế kết hiệp ước và chỉ định Thủ tướng, ngoài ra còn có quyền đề xuất tu chính án hiến pháp, nếu thông qua thì nộp cho nhân dân chấp thuận trong cuộc trưng cầu dân ý trước khi Thiên hoàng ban hành nhân danh nhân dân. Hiến pháp cho phép hai viện điều tra vấn đề quan hệ với chính phủ, yêu cầu nhân chứng, chứng nhân có mặt, xuất trình tài liệu và Thủ tướng và Bộ trưởng có mặt để trả lời hoặc giải thích nếu cần. Quốc hội cũng có thể miễn chức thẩm phán phạm tội hay cư xử sai. Tuy nhiên, Hiến pháp không quy định thể thức bầu cử, số nghị viên mỗi viện và các vấn đề khác về cách bầu nghị viên, để luật pháp quy định.
Theo điều khoản Hiến pháp và pháp luật, mọi người trên 18 tuổi có quyền bỏ phiếu theo lối phổ tuyển và bỏ phiếu kín, những người đắc cử được miễn bắt giam trong khi Quốc hội họp. Nghị viên có đặc quyền nghị sự về lời nói, tranh luận và biểu quyết ở Quốc hội, mỗi viện đảm nhiệm kỷ luật nghị viên. Phiên họp công khai, trừ phi ít nhất hai phần ba số nghị viên có mặt thông qua nghị quyết họp kín. Quốc hội cũng cần ít nhất một phần ba số nghị viên một trong hai viện có mặt để làm việc, quyết định theo đa số có mặt, trừ phi Hiến pháp quy định khác; trong trường hợp có kết quả hòa thì Nghị trưởng có quyền quyết định. Nghị viên không thể bị khai trừ, trừ phi ít nhất hai phần ba số có mặt thông qua nghị quyết.
Theo Hiến pháp, Quốc hội phải triệu tập ít nhất một lần mỗi năm, Nội các có thể tùy ý triệu tập khóa họp đặc biệt, bắt buộc phải nếu một phần tư tổng số nghị viên một trong hai viện yêu cầu. Trong kỳ bầu cử, Chúng nghị viện bị giải tán, còn Tham nghị viện thì chỉ đóng cửa và có thể triệu tập trong khóa khẩn cấp nếu có khẩn cấp quốc gia. Thiên hoàng triệu tập Quốc hội và giải tán Chúng nghị viện, nhưng chỉ theo lời khuyên Nội các.
Dự luật để trở thành luật thì phải có hai viện Quốc hội thông qua, Bộ trưởng ký, Thủ tướng phó thư và Thiên hoàng ban hành, tuy nhiên Thiên hoàng không có quyền phủ quyết.

### Chúng nghị viện

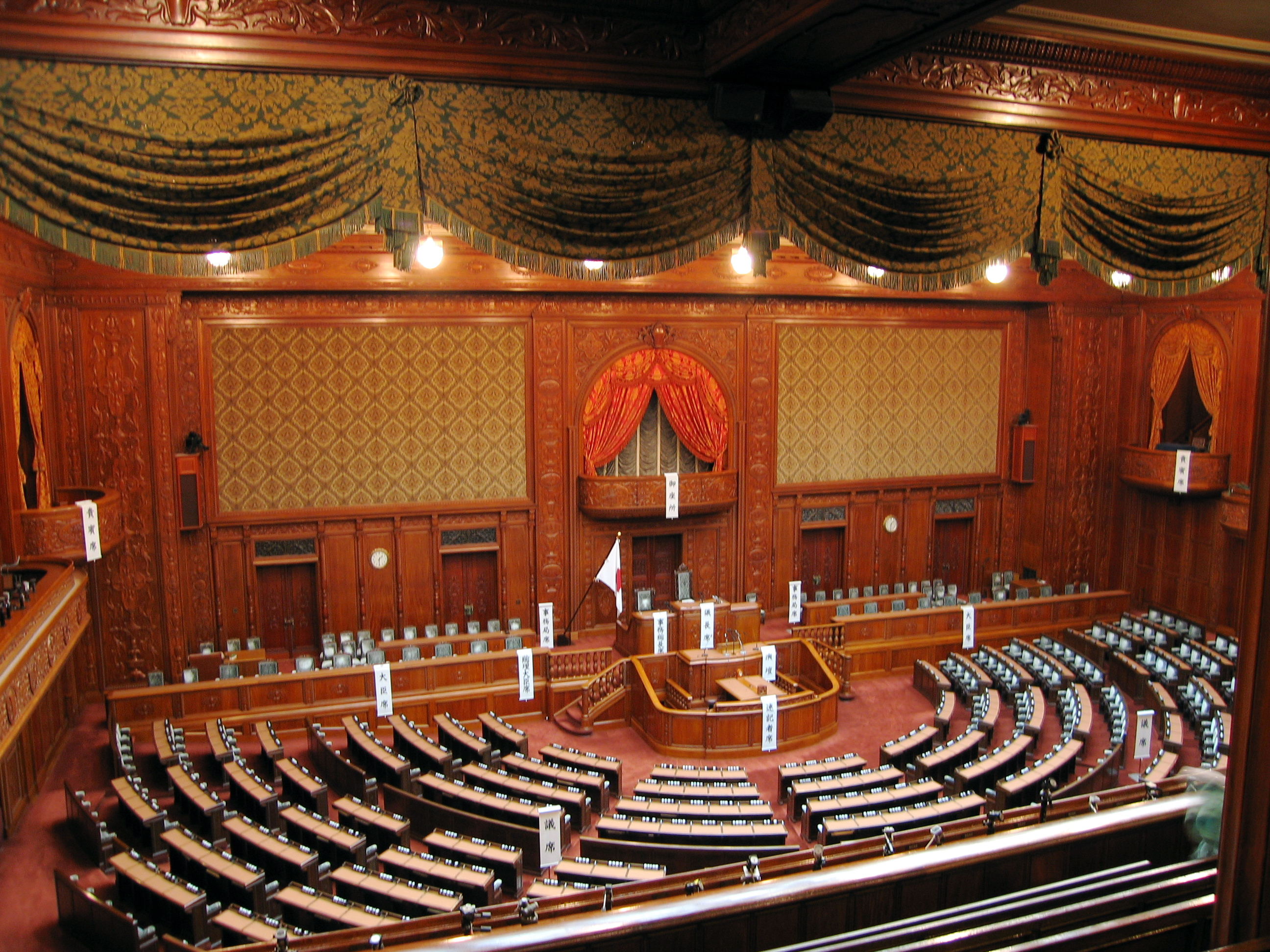
Nghị sảnh Chúng nghị viện

Chúng nghị viện (衆議院) là hạ viện, có thành viên bầu mỗi bốn năm hoăc khi bị giải tán có nhiệm kỳ bốn năm. Đến ngày 18 tháng 11 năm 2017 có 465 nghị viên, 176 bầu từ 11 khu tuyển cử đa ứng viên theo lối đại diện tỷ lệ đảng đơn, 289 bầu từ khu đơn ứng viên; cần 233 để có đa số. Chúng nghị viện mạnh hơn và có thể phủ quyết quyết định từ chối dự luật của Tham nghị viện bằng đa số hai phần ba, nhưng có thể bị Thủ tướng giải tán tùy ý. Nghị viên phải có Nhật tịch, người đến 18 tuổi có quyền bỏ phiếu, người trên 25 có quyền tranh cử.
Quyền lập pháp của Chúng nghị viện mạnh hơn; dù Tham nghị viện có thể từ chối hầu hết quyết định Chúng nghị viện, nhưng chỉ được trì trệ vài, bao gồm luật về hiệp ước, ngân sách và việc chỉ định Thủ tướng. Ngược lại, Thủ tướng và toàn thể Nội các có thể giải tán Chúng nghị viện mọi lúc, tuy chính thức giải tán khi văn kiện chuẩn bị, nhưng trong thật tế chỉ theo lễ giải tán như sau:
1. Văn kiện được Thiên hoàng phê chuẩn chính thức và bọc bằng miếng vải lụa tím, biểu thị văn kiện là hành vi quốc quyền làm nhân danh nhân dân.
2. Văn kiện giao cho Trưởng quan quan phòng Nội các ở Sảnh tiếp đãi của Nghị trưởng Chúng nghị viện.
3. Văn kiện chuyển đến Nghị sảnh cho Tổng bí thư chuẩn bị
4. Tổng bí thư chuẩn bị văn kiện cho Nghị trưởng đọc
5. Nghị trưởng Chúng nghị viện tuyên bố giải tán ngay
6. Chúng nghị viện chính thức bị giải tán.

Thông thường, khi Chúng nghị viện bị giải tán, các nghị viên sẽ tung hô Vạn tuế (萬歲).

### Tham nghị viện

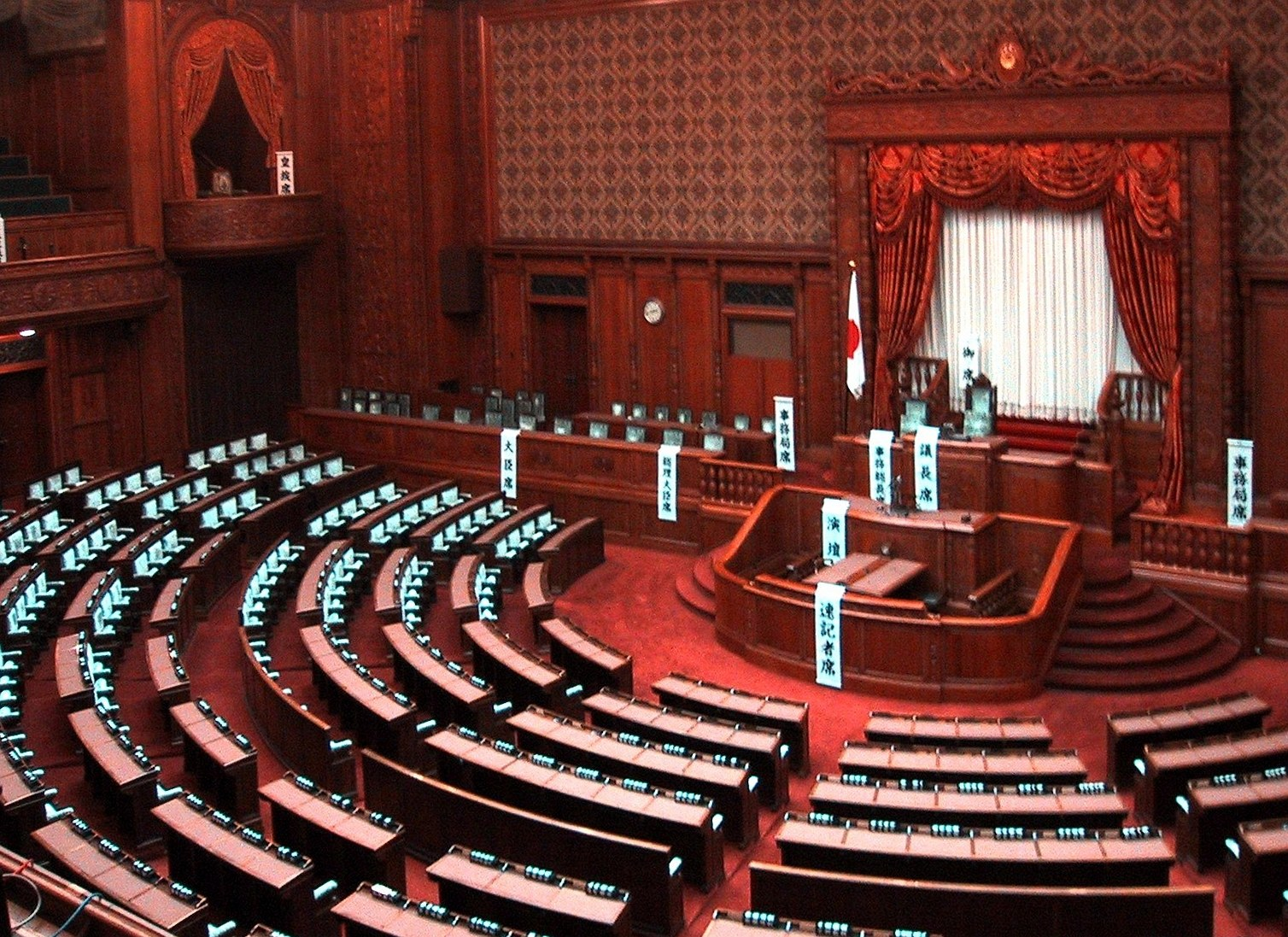
Nghị sảnh Tham nghị viện

Tham nghị viện (参議院) là thượng viện, một nửa thành viên bầu mỗi ba năm, có nhiệm kỳ sáu năm. Đến ngày 18 tháng 11 năm 2017 có 242 thành viên, 73 bầu lên từ 47 khu huyện theo lối bỏ phiếu cố định duy nhất, 48 từ danh đơn toàn quốc theo lối đại diện tỷ lệ có danh đơn mở. Tham nghị viện không thể bị Thủ tướng giải tán. Nghị viên phải có Nhật tịch, người trên 18 tuổi có quyền bỏ phiếu, người trên 30 có quyền tranh cử.
Bởi Tham nghị viện có thể phủ quyết quyết định Chúng nghị viện nên có thể buộc phải cân nhắc lại. Tuy nhiên, Chúng nghị viện có thể dứt ý mà từ chối phủ quyết bằng đa số hai phần ba số nghị viên có mặt. Mỗi năm và khi cần thiết, Quốc hội do Thiên hoàng triệu tập ở Nghị sảnh Tham nghị viện theo lời khuyên Nội các trong khóa họp thêm hay thường lệ. Thường thì Nghị trưởng Chúng nghị viện phát biểu ngắn trước khi Thiên hoàng triệu tập Quốc hội bằng bài phát biểu vương vị.

## Tư pháp

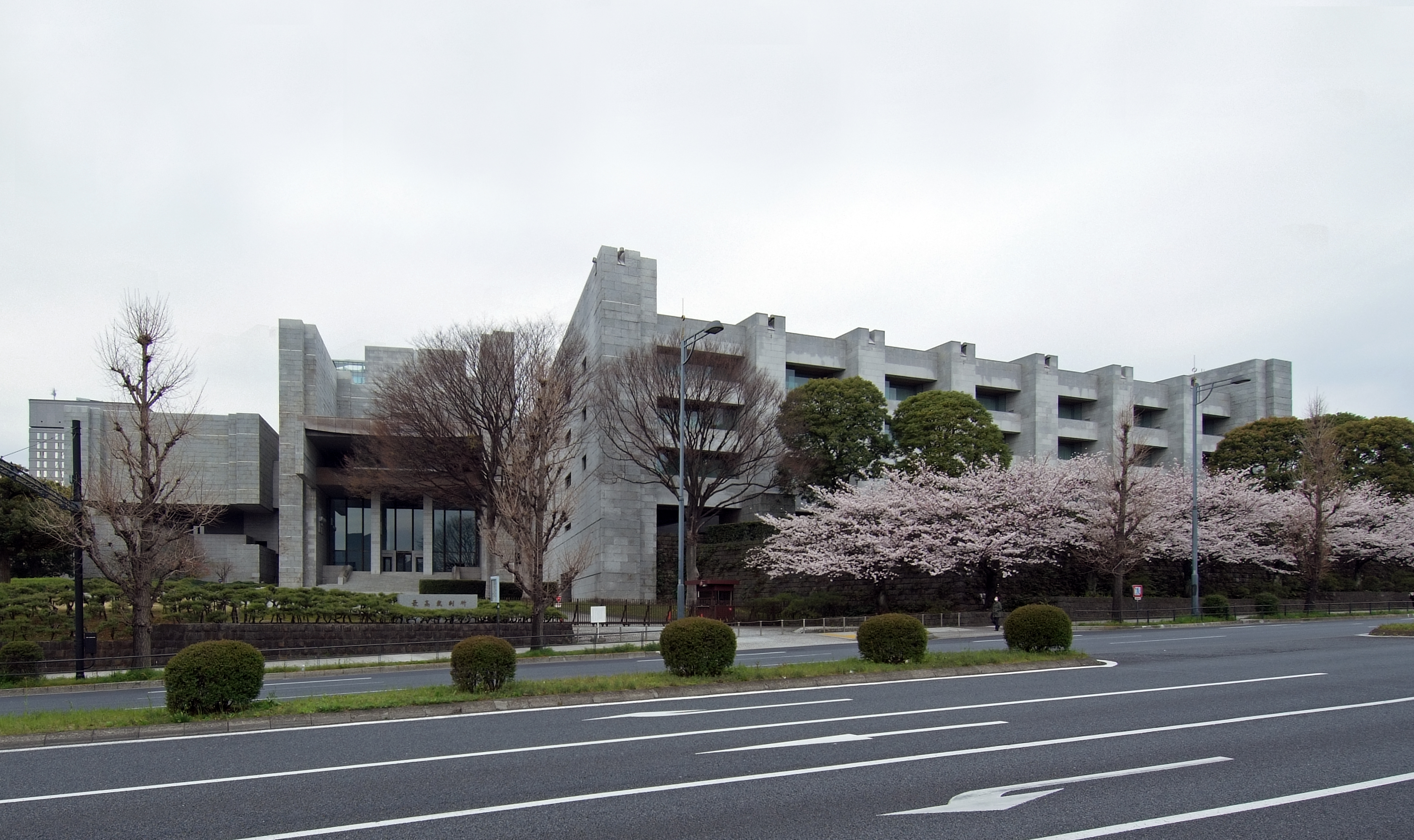
Pháp đình Tòa án tối cao, Chiyoda, Tokyo

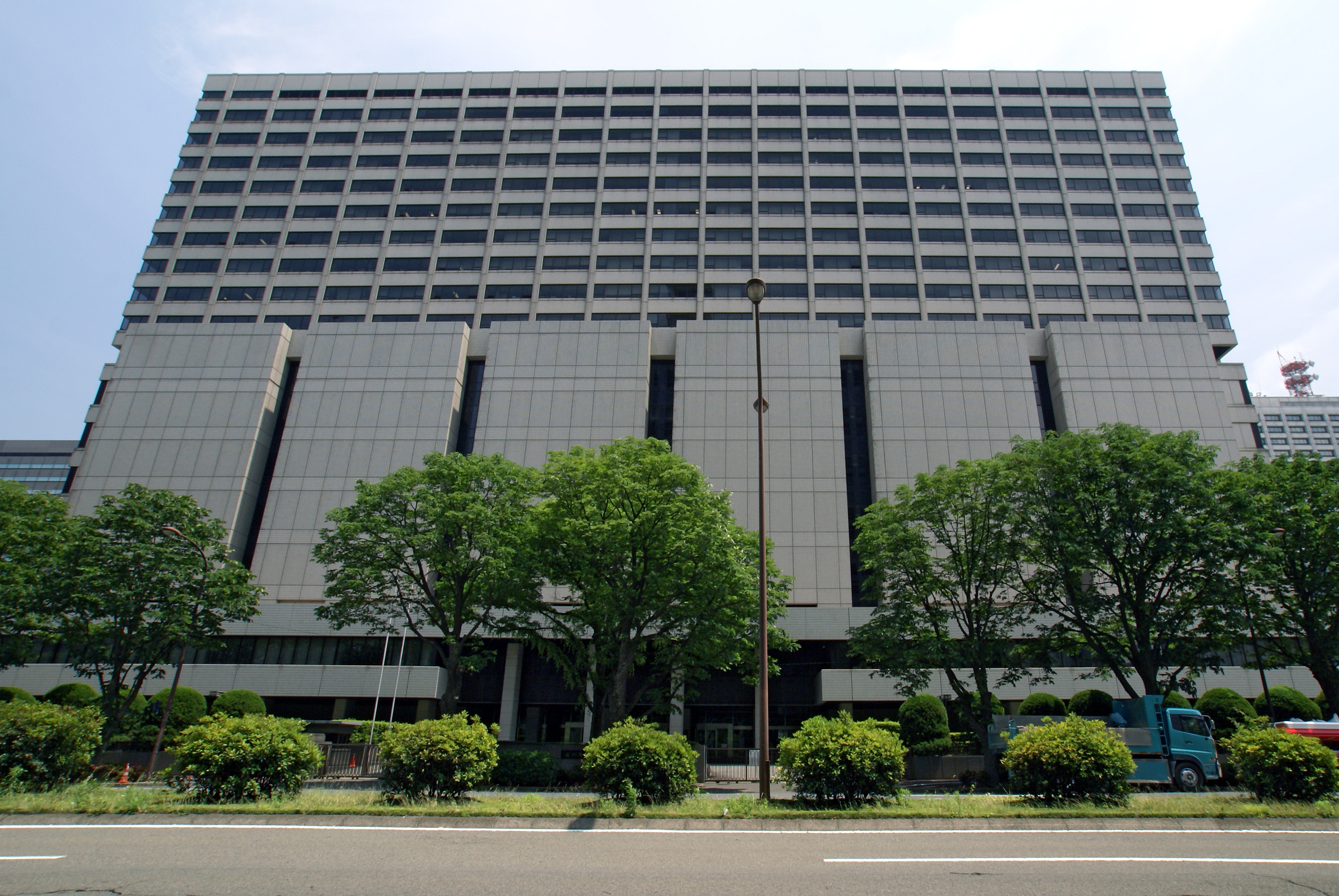
Pháp đình Tòa án cao đẳng

Nhánh tư pháp bao gồm Tòa án tối cao và bốn cấp tòa dưới: Tòa án cao đẳng, Tòa án địa phương, Tòa án gia đình và Tòa án giản dị. Tính độc lập với nhánh hành chính lập pháp được Hiến pháp bảo đảm, định rằng "tòa án đặc biệt không thể thành lập, cơ quan hành chính không thể hành sử quyền tài phán chung thẩm", gọi là phân quyền. Điều 76 Hiến pháp quy định rằng thẩm phán độc lập trong việc hành sử lương tâm và chỉ theo Hiến pháp, pháp luật. Thẩm phán bị miễn chức chỉ bằng đàn hặc công khai, nếu không thì chỉ khi có tuyên bố tư pháp rằng bất lực về mặt thể chất hoặc tinh thần để thực hiện nhiệm vụ. Hiến pháp từ chối quyền kỷ luật thẩm phán của cơ quan hành chính, tuy nhiên thẩm phán Tòa án tối cao có thể bị miễn chức theo đa số trong cuộc trưng cầu dân ý phải tổ chức cùng với cuộc bầu cử Chúng nghị viện đầu tiên sau khi bổ nhiệm và trong cuộc bầu cử mỗi mười năm sau. Việc xét xử phải công khai, việc kết án cũng vậy, trừ phi tòa án "nhất trí rằng tính công khai nguy hại trật tự công cộng hay phong tục lương thiện," nhưng phiên tòa tội chính trị, tội về báo chí và trường hợp quan hệ với quyền lợi hiến định phải công khai. Thẩm phán do Nội các bổ nhiệm có Thiên hoàng chứng nhận, trong khi Trưởng quan Tòa án tối cao do Thiên hoàng bổ nhiệm sau khi được Nội các tiến cử, trong thật tế theo lời khuyên của cựu Trưởng quan.
Hệ thống pháp luật Nhật, luật Trung Quốc ảnh hưởng trong lịch sử, sau phát triển độc lập trong Thời đại Giang Hộ, thấy rõ trong những văn kiện như Công sự phương ngự định thư. Tuy nhiên, pháp chế thay đổi trong trong thời kỳ Minh Trị Duy Tân và hiện tại đa phần dựa trên luật đại lục châu Âu, cụ thể thì bộ dân luật theo mô hình Đức vẫn còn hữu hiệu. Chế độ tài phán viên bắt đầu thi hành gần đây và hệ thống pháp luật hiện tại có tuyên ngôn quyền lợi từ ngày 3 tháng 5 năm 1947. Lục pháp là bộ pháp luật chính của Nhật.
Luật thành văn phải được Thiên hoàng dóng dấu bằng Thiên hoàng ngự tỷ (天皇御璽) và không hữu hiệu nếu không có Nội các ký, Thủ tướng phó thự và Thiên hoàng ban hành.

### Tòa án tối cao
Tòa án tối cao (最高裁判所) là tòa chung thẩm, có quyền xem xét tư pháp, Hiến pháp định làm "tòa án chung thẩm có quyền xem xét tính hợp hiến của luật, chính lệnh, quy tắc và xử phân." Tòa án tối cao cũng đảm nhiệm tiến cử thẩm phán tòa dưới và quyết định thủ tục tố tụng, giám sát ngành tư pháp, hành vi kiểm sát viên và ấn định quy luật nội bộ của thẩm phán và nhân viên tư pháp.

### Tòa án cao đẳng
Tòa án cao đẳng (高等裁判所) có thẩm quyền xét xử kháng cáo phán quyết Tòa án địa phương, ngoại trừ tố tụng trong quyền hạn Tòa án tối cao. Kháng cáo hình sự thì trực tiếp xử lý, nhưng kháng cáo dân sự thì trước tiên do Tòa án địa phương xét xử. Có tám Tòa án cao đẳng ở Nhật Bản, là Tòa án cao đẳng Tokyo, Osaka, Nagoya, Hiroshia, Fukuoka, Sendai, Sapporo và Takamatsu.

### Thi thiết kiểu chính
Thi thiết kiểu chính (矯正施設) do Bộ Pháp vụ quản lý, là một phần hệ thống tư pháp hình sự, đảm nhiệm tái xã hội hóa, cải cách và cải tạo tội phạm. Cục Cải huấn của Tỉnh quản lý hệ thống tù người lớn, hệ thống cải huấn thiếu niên và ba khu hướng dẫn phụ nữ, trong khi Cục Cải tạo quản lý hệ thống quản chế, tạm tha.

## Đoàn thể công cộng địa phương

Đơn vị hành chính Nhật Bản

Đoàn thể công cộng địa phương (地方公共団体) thuộc kiểu đơn nhất, quyền hành địa phương chủ yếu phụ thuộc chính quyền trung ương về mặt hành chính lẫn tài chính và thành lập theo luật ủy quyền. Theo Hiến pháp, mọi vấn đề về chính quyền tự trị địa phương được do luật định, cụ thể Luật tự trị địa phương.
Bộ Tổng vụ can thiệp trực tiếp vào chính quyền địa phương như các bộ khác chủ yếu về mặt tài chính, bởi nhiều việc hành chính địa phương cần kinh phí do bộ trung ương cung cấp, gọi là "tự trị 30%".
Kết quả của tình hình này là mức độ tiêu chuẩn hóa tổ chức và chính sách được cao ở các khu vực khác nhau, cho phép duy trì tính độc đáo của huyện, thành phố hay thị trấn. Vài huyện tập thể hơn như Tokyo và Kyoto đã thử nghiệm các chính sách trong lĩnh vực như phúc lợi xã hội mà chính phủ trung ương sau này ứng dụng.

### Chính quyền địa phương
Nhật Bản chia thành 47 đơn vị hành chính, là một đô (Tokyo), hai phủ (Kyoto và Osaka), 43 huyện và một đạo (Hokkaido). Thành phố lớn chia thành phường, phường thành thị trấn hoặc khu, hay tiểu khu và quận.
Thành phố là đơn vị tự trị độc lập, quản lý độc lập với đơn vị bao quanh lớn hơn. Để đạt được địa vị thành phố, phải có ít nhất 500,000 người dân mà 60% làm việc trong ngành đô thị. Có thị trấn tự quản ngoài thành phố và khu của quận đô thị, tương tự như thành phố có thị trưởng và hội đồng. Làng là đơn vị tự quản nhỏ nhất ở khu vực nông thôn, thường gồm một số ấp có vài ngàn người kết nối với nhau bằng mạng lưới do chính quyền làng đặt ra. Làng cũng có thị trưởng và hội đồng bầu lên, có nhiệm kỳ bốn năm.

### Cơ cấu
Mỗi đơn vị có trưởng hành chính, tên là tri sự (知事, chiji) ở huyện, thôn trưởng thị đinh (市町村長, shichōsonchō) ở thành phố. Hầu hết các đơn vị đều có nghị hội (議会, gikai), tuy nhiên thị trấn và làng có thể chọn công dân trực tiếp quản trị trong tổng hội (総会, sōkai). Hành chính lẫn nghị hội bầu phổ thông mỗi bốn năm.
Chính quyền địa phương theo mô hình phân quyền trung ương dùng có biến đổi: nghị hội có thể biểu quyết bất tín nhiệm, hành chính phải hoặc giải tán nghị hội trong mười ngày tiếp theo hay mất chức, nhưng sau cuộc bầu cử tiếp theo thì vẫn tại chức, trừ phi nghị hội mới biểu quyết bất tín nhiệm lần nữa.
Công cụ làm luật địa phương chính là điều lệ (条例, jōrei) và quy tắc (規則, kisoku). Điều lệ như luật nước do nghị hội thông qua và có thể áp đặt hình phạt nhất định vì phạm luật (đến 2 năm tù và/hoặc tiền phạt 1 triệu yen). Quy tắc tương tự như chính lệnh do hành chính làm đơn phương và bị điều lệ xung đột thay thế, chỉ có thể áp đặt tiền phạt 50,000 yen.
Chính quyền địa phương thường có nhiều ủy ban như hội đồng trường học, ủy ban công an (đảm nhiệm giám sát cảnh sát), ủy ban nhân sự, ủy ban bầu cử và ủy ban thẩm kế, hoặc bầu trực tiếp hoặc do nghị hội, hành chính hay cả hai chọn.
Mọi huyện đều yêu cầu có bộ tổng vụ, tài chính, phúc lợi, y tế và lao động, còn bộ nông nghiệp, thủy sản, lâm nghiệp, thương mại và công nghiệp thì tùy ý theo nhu cầu địa phương. Tri sự phụ trách mọi hoạt động do thuế địa phương hay chính phủ trung ương tài trợ.

## Đường dẫn ngoài
- Ghi chú của Bộ ngoại giao Mỹ, Chính phủ Nhật
- Tìm tài liệu chính phủ Nhật Bản chính thức
- Sự thật về Nhật Bản theo Thật thư thế giới của Cục tình báo trung ương Lưu trữ ngày 20 tháng 12 năm 2015 tại Wayback Machine
- Đoạn phim lễ đăng quang Thiên hoàng
- Đoạn phim lễ triệu tập Quốc hội
- Đoạn phim lễ giải tán Chúng nghị viện
- Tác phẩm của Chính phủ Nhật Bản trên  LibriVox (sách audio thuộc phạm vi công cộng)